# Composé méso
Ne pas confondre avec la mésomérie.
Un composé méso est un stéréoisomère achiral d'un jeu de diastéréoisomères,.
Ce composé chimique comporte un nombre pair de centres stéréogènes, un plan de symétrie, et les centres stéréogènes sont de configuration absolue opposés deux à deux par rapport au plan. Il est ainsi identique à son image dans un miroir, donc achiral et sans pouvoir rotatoire.
La situation la plus commune met en jeu deux centres stéréogènes et un plan de symétrie :

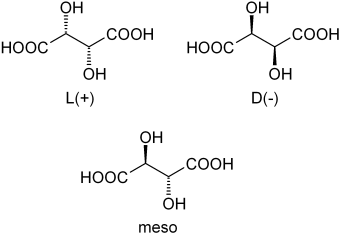
Les trois stéréoisomères de l'acide tartrique.
Les trois stéréoisomères du 1,2-diaminocyclohexane.
Le stéréoisomère méso du 3,5-diméthylheptane.
Tropane.

Le tropane n'existe que sous cette forme méso puisque ses deux atomes de carbone asymétriques ont une configuration inverse contrainte par sa structure bicyclique avec un plan de symétrie et est donc strictement achiral, il n'existe pas de diastéréoisomère chiral du tropane.
Parmi les polyols, on trouve des composés méso possédant de multiples centres stéréogènes :

Myo-inositol.
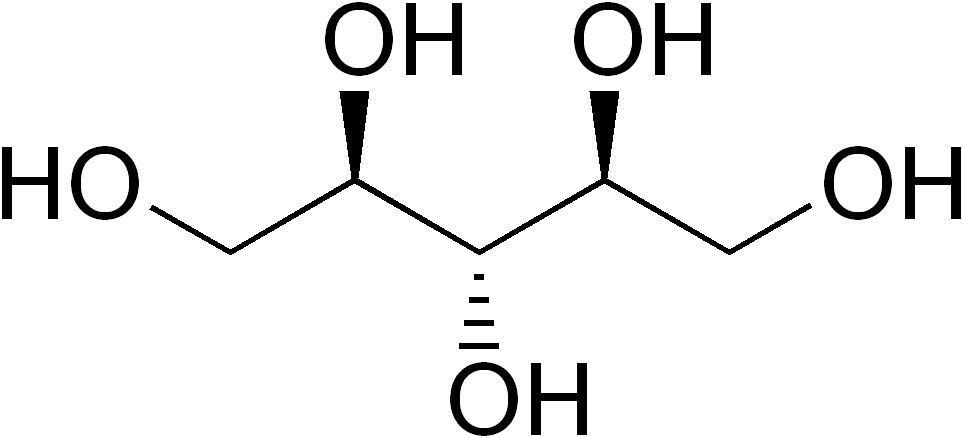
Ribitol.